# Tobias Bringholm
Mats Tobias Bringholm, född 25 september 1960, är en svensk TV-entreprenör och kreatör.
Bringholm började arbeta som TV-producent under 1980-talet. först vad han en av grundarna av  MTV i Göteborg. MTV kom att bli en av pionjärerna på produktion av TV utanför SVT. MTV producerade program för TV3 när TV 3 startade. Bringholm kom då i kontakt med Jan Stenbeck. Bringholm producerade "Lyckohjulet" under många år för TV3. Program som "En Himla många program" med After Shave och Galenskaparna på SVT kom från MTV. Bringholm och MTV  kom att få många och stora produktioner för olika TV program för dels de nya TV kanaler som startades, men även för SVT. tidigt kom även program att produceras nordiskt för NRK i Norge, TV2 i Norge, TV2 i Danmark och Nelonen i Finland.
Sommaren 1990 grundade Bringholm produktionsbolaget Meter Studios tillsammans med Nicke Johansson, Michael "Mix" Hagman-Eller och Anders Wåhlmark. Han var även bolagets VD under de första åren. Meter och Mekano kom att bilda grunden för Metronome som växte och kom  att bli nordens största produktionsbolag på 90 talet. Metronome hade totalt 23 produktionsbolag, och var verksamt i hela norden. bland bolagen märks, Meter, Mekano, Filmlance, Molandfilm, Otto, Nordic Entertainment, Rubicon, mfl. Metronome Film & Television  Bringholm var grundade och Chief Creative Officer, CCO. Han satt också på delägaren Endemols "creative board" 2000–2004.
I mars 2005 meddelades det att Bringholm skulle bli ny programdirektör för TV4 under VD Jan Scherman. Han ersatte Eva Swartz som slutat tidigare samma vinter.
TV4 genomgick ett större förändringsarbete under tiden, och många nya program kom att lanseras under Bringholms tid. " Lets Dance, Bonde söker fru, Pokerpejs, Maria Wern, Postkodmiljonären", mfl. TV 4 la även grunden för sin satsning på nischkanaler startades ( tv4 plus, Tv4 fakta, TV4 Film) mfl och TV 4 fick sin digitala plattform.TV 4 startade även sin satsning på drama serier under Bringholms ledning.
I februari 2007 uppdagades en utredning vid Skatteverket om oegentligheter kring renovering av privatbostäder för Meters ledning. Bringholm polisanmäldes och avgick senare på egen begäran som TV4:s programdirektör. Ekobrottsmyndigheten inledde den 19 februari en förundersökning mot Bringholm och tre andra i Meter/Metronomes ledning. I januari 2010 fick Bringholm villkorlig dom och ålades att betala 150 000 kronor i böter.
Bringholm utsågs i augusti 2008 till ny vd för produktionsbolaget Eyeworks i Skandinavien. I mars 2012 blev han chef för den svenska verksamheten. I mars 2013 meddelade han att han skulle lämna företaget.
Eyeworks kom att växa kraftigt under åren som följde med etablering i hela norden, och med dramaproduktion utöver traditionell TV produktion. när Bringholm 2012 valde att lämna Eyeworks så hade bolaget vuxit från 110 miljoner kr (2007) till 550 miljoner kr (2012)
Efter tiden på Eyeworks så rekryterades Bringholm till Magine som Senior advisor och Chief Product Officer. Magine var tänkt att bli en slags Spotify för TV. 
År 2015 startade Bringholm det nya produktionsbolaget Storyfire. Storyfire producerade exempelvis dokumentärserien Länge leve demokratin 2017.
Bringholm har producerat ett flertal drama projekt inom Storyfire. däribland långfilmen "Catwalk" och TV Serien "Limboland" och dramat "2060"

## Källhänvisningar
1. ↑  Katalog der Deutschen Nationalbibliothek, Deutsche Nationalbibliotheks katalog-id-nummer: 106242137X, läst: 26 juni 2020.[källa från Wikidata]
2. ↑  Eyeworks appoints Tobias Bringholm Arkiverad 15 april 2019 hämtat från the Wayback Machine., Endeit, augusti 2008
3. ↑  ”Tobias Bringholm ny programdirektör på TV4”. Resumé. 29 mars 2005. http://www.resume.se/nyheter/artiklar/2005/03/29/tobias-bringholm-ny-programdirektor-pa-tv4-/.
4. ↑  ”Tobias Bringholm polisanmäld - tvingas avgå som TV4s programdirektör”. Dagens Media. 15 februari 2007. http://www.dagensmedia.se/nyheter/tobias-bringholm-polisanmald-tvingas-avga-som-tv4s-programdirektor-6228903.
5. ↑  ”Förundersökning inleds mot Tobias Bringholm”. Dagens Media. 19 februari 2007. http://www.dagensmedia.se/nyheter/forundersokning-inledsmot-tobias-bringholm-6228871.
6. ↑  ”Villkorligt med Bringholm”. Resumé. 29 januari 2010. http://www.resume.se/nyheter/artiklar/2010/01/29/villkorligt-for-bringholm/.
7. ↑  ”Tobias Bringholm blir vd för Eyeworks Skandinavien”. Dagens Media. 12 augusti 2008. http://www.dagensmedia.se/nyheter/tobias-bringholm-blir-vd-for-eyeworks-skandinavien-6223554.
8. ↑  ”Tobias Bringholm lämnar Eyeworks”. Resumé. 8 mars 2013. http://www.resume.se/nyheter/artiklar/2013/03/08/tobias-bringholm-lamnar-eyeworks/.
9. ↑  Jan Scherman tillbaka på SVT, Svenska Dagbladet, 19 februari 2018